# Dub poetry
La dub poetry est une forme d'expression poétique ayant émergé en Grande-Bretagne et en Jamaïque, à la fin des années 1970.

## Histoire

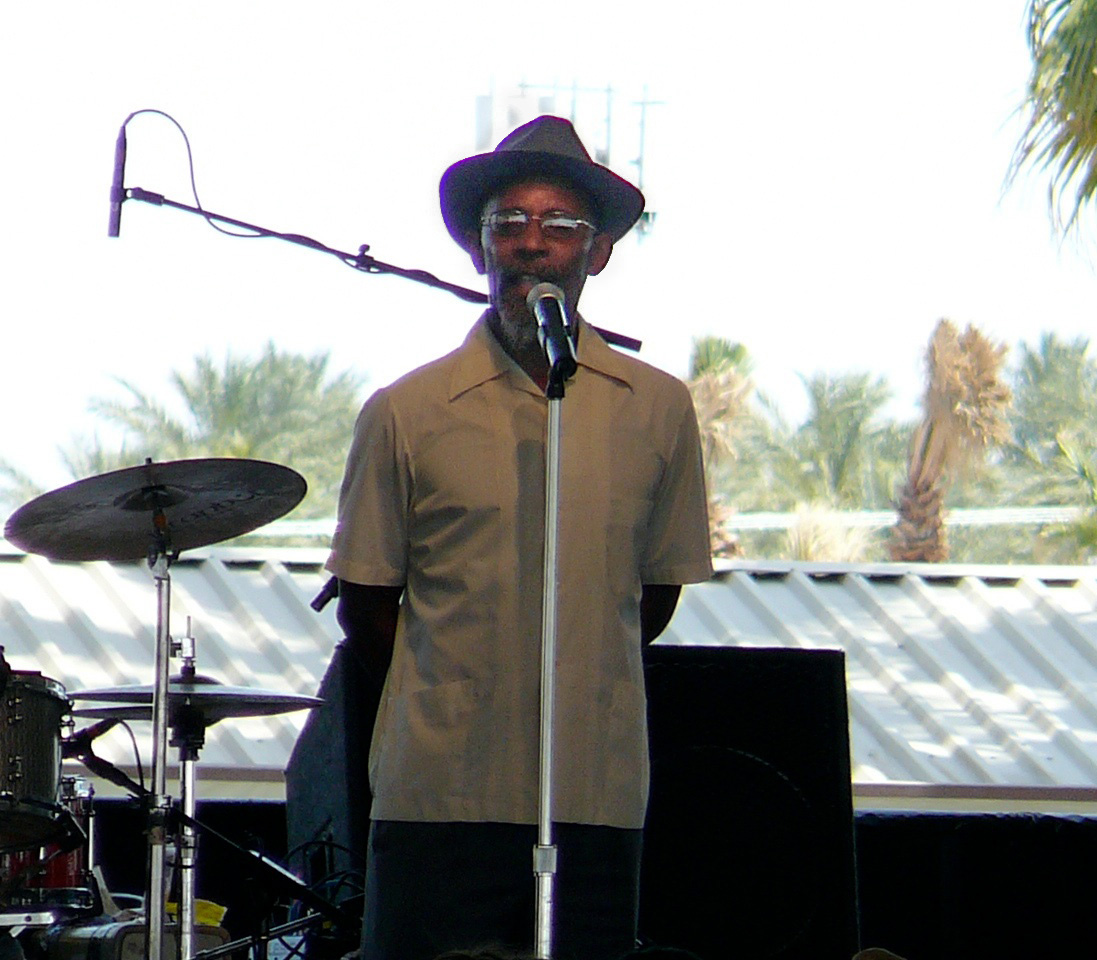
Linton Kwesi Johnson (LKJ) sur scène.

La dub poetry émerge dans la communauté jamaïcaine, en Grande-Bretagne et en Jamaïque, à la fin des années 1970,. Les dub poets officieront plus ou moins dans l'ombre, car la dub poetry reste assez mal connue. Le fait que ces artistes soient avant tout poètes et écrivains en est une raison, car ils concentrent leurs efforts sur l'écriture, mais la principale raison du caractère underground de ce courant est certainement sa grande force contestataire, qui l'éloigne des circuits de distribution habituels. La plupart des dub poets sont toujours actifs dans les années 2000. La dub poetry reprend les thèmes et revendications des rastas mais s'intéresse de plus près à l'acte artistique, à l'engagement politique et social contre le racisme, l'impérialisme, les problèmes économiques, etc.
C'est avec Linton Kwesi Johnson (LKJ) que le mouvement trouve son véritable représentant. Arrivé en Grande-Bretagne en 1963 à l’âge de 11 ans, il obtient une licence en sociologie et rejoint les Black Panthers. Il monte un groupe, les Rasta Love où il fait ses premiers essais musicaux. Son premier recueil Voices of the Living and the Dead est édité en 1974. C'est de sa rencontre avec Dennis Bovell que naît en 1977 Dread Beat an' Blood, adaptation du recueil homonyme. LKJ écrit et récite ses poèmes en patois jamaïcain, il dénonce le racisme, les inégalités sociales et les dégâts du capitalisme :

« Fashist an di attack 

Noh baddah worry ’bout dat 

Fashist an di attack 

Wi wi’ fite dem back »

— Paroles de Fite Dem Back, LKJ, Forces of Victory, 1979.
En Jamaïque, le premier à émerger est Oku Onuara (album Reflection In Red en 1979) suivi par Jean « Binta » Breeze, Michael Smith, Mutabaruka, ou Benjamin Zephaniah. En 1983 sort la compilation Word Sound 'ave Power avec Jean « Binta » Breeze, Mutabaruka, Malachi Smith, etc.
La ville de Toronto, au Canada, possède également une scène active de dub poetry, avec des poètes tels que Lillian Allen qui est parmi les fondateurs de la Canadian Dub Poetry Legacy. En France, l'artiste Mushapata déclame depuis plus de vingt ans jusqu'à son décès en 2020.

## Caractéristiques
À la différence du deejay (ou toaster) qui improvise sur des riddims ou des dubplates, le dub poet dit des textes écrits (souvent les dub poets publient des recueils de poèmes aussi bien que des disques), et en général il est accompagné par un groupe qui joue des musiques spécialement composées pour accompagner ses poèmes. C'est un genre de reggae à part entière, car la poésie dub a souvent une création d'orchestration complète, avec section rythmique, cuivres, etc.
Le poète dub psalmodie ses textes en calquant son phrasé sur la rythmique qu'interprètent les musiciens qui l'accompagnent (Il ne chante pas mais « pose » sa poésie sur des rythmiques reggae/dub). Le poète part du verbe ; le deejay, lui, part d'un morceau de musique préenregistrée, et il ne se sert pas vraiment de la musique, mais seulement du rythme. Les textes de la dub poetry sont ouvertement politiques et sociaux, et évitent les éléments d'auto-célébration ou les allusions sexuelles souvent associées avec les deejays du reggae dancehall.

## Artistes
Ils incluent notamment : Linton Kwesi Johnson, Mutabaruka, Jean « Binta » Breeze, Benjamin Zephaniah, Oku Onuora, Lillian Allen, Sankofa, Mushapata, et Leroy Young.